# To Be or Not to Be (The Hitler Rap)
Pour les articles homonymes, voir To Be or Not to Be.
Singles de Mel Brooks
It's Good to Be the King Rap
(1981)
To Be or Not to Be (The Hitler Rap) est une chanson interprétée par Mel Brooks, en 1983.

## Historique
Sorti deux ans après le succès planétaire d'It's Good to Be the King Rap, cette chanson, satire de la société allemande dans les années 1940 de façon humoristique dans lequel Brooks se met dans la peau d'Adolf Hitler, figure sur la bande originale du film To Be or Not to Be, mais ce titre n'apparait pas dans le film.
À sa sortie, To Be or Not to Be (The Hitler Rap) a connu une controverse en Allemagne en se faisant interdire de diffusion à la télévision et à la radio du fait du sujet, politiquement très sensible dans le pays, mais a rencontré un succès improbable dans les charts, en se classant à la 22e place du hit-parade français et à la 12e du UK Singles Chart.

## Classement hebdomadaire
| Classement                             | Meilleure position |
| -------------------------------------- | ------------------ |
| Belgique (Flandre Ultratop 50 Singles) | 23                 |
| France (SNEP)                          | 22                 |
| Nouvelle-Zélande (RMNZ)                | 24                 |
| Norvège (VG-lista)                     | 1                  |
| Royaume-Uni (UK Singles Chart)         | 12                 |
| Suède (Sverigetopplistan)              | 2                  |
| Suisse (Schweizer Hitparade)           | 15                 |